# Tréjouls
Tréjouls is een gemeente in het Franse departement Tarn-et-Garonne (regio Occitanie) en telt 260 inwoners (1999). De plaats maakt deel uit van het arrondissement Castelsarrasin.

## Geografie
De oppervlakte van Tréjouls bedraagt 13,6 km², de bevolkingsdichtheid is 19,1 inwoners per km².
De onderstaande kaart toont de ligging van Tréjouls met de belangrijkste infrastructuur en aangrenzende gemeenten.

## Demografie
Onderstaande figuur toont het verloop van het inwonertal (bron: INSEE-tellingen).